# Petru Șornikov
Petru (Piotr) Șornikov (sau Șornicov; n. 21 iunie 1949, satul Peresecina, raionul Orhei, RSS Moldovenească, URSS) este un istoric și autor moldovean de etnie rusă, doctor în științe istorice, om politic și fost deputat în Parlamentul Republicii Moldova.

## Biografie
Petru Șornikov s-a născut în satul Peresecina, raionul Orhei, RSS Moldovenească, într-o familie de intelectuali, tatăl său fiind director de școală. De naționalitate rus, a învățat limba română încă din copilărie, iar mai târziu a devenit fluent.Din cauza transferurilor repetate ale tatălui său ca organizator școlar, Șornikov a crescut într-un mediu multilingv. A început școala în limba română, apoi a continuat în limba rusă.
A absolvit Facultatea de Istorie a Universității de Stat din Chișinău „V.I. Lenin” și a fost selectat să urmeze studii postuniversitare, dar a lucrat inițial ca profesor în satul găgăuz Congaz.
În 1977 a fost angajat prin concurs ca cercetător la Institutul de Istorie al Academiei de Științe a RSS Moldovenești, unde a activat sub conducerea doctorului în istorie L.E. Repida, șefa sectorului de istorie a Moldovei în perioada socialismului.
În perioada mișcărilor naționale din republicile sovietice, care au dus la destrămarea URSS, Șornikov s-a implicat în activități social-politice pentru prezervarea Uniunii, devenind liderul Mișcării Unitate-Edinstvo, contribuind la redactarea documentelor programatice ale mișcării adoptate la congresul din 1989.
Prin publicarea în Transnistria a proiectului secret al Legii privind limbile, care prevedea măsuri ce favorizau limba română, Șornikov a declanșat greva politică republicană din august-septembrie 1989, pentru menținerea statutului oficial al limbii ruse în Moldova.
În 1989 a fost unul dintre fondatorii Centrului Cultural Rus din Chișinău și al Fundației pentru Cultura și Scrierea Slavă din Moldova.
În 1990 a fost ales deputat al Poporului din URSS și a fost membru în conducerea grupului parlamentar „Soiuz” (1989-1991). A contribuit la organizarea Referendumului privind păstrarea URSS în Moldova (martie 1991).
În 1991 a participat la elaborarea Universității de Stat din Transnistria „T.G. Șevcenko” și a devenit primul prorector pentru știință, predând istoria națională până în prezent.
După alegerile parlamentare din 1994, a devenit copreședinte al fracțiunii „Unitatea Socialistă”, alături de Valeriu Senic, și membru al Biroului Permanent al Parlamentului. A documentat concedierile masive pe criterii lingvistice din Moldova (1990-1993) și a publicat rezultatele în articole și în cartea „Atentat la statut” (1997), contribuind la stoparea campaniei anti-rusești.
Din 1998 a devenit membru în conducerea Centrului Cultural Rus.
Ca deputat, Șornikov a susținut acordarea cetățeniei pentru toți locuitorii Moldovei, indiferent de locul nașterii, și menținerea sistemului educațional în limba rusă, opunându-se „românizării Moldovei”. El a mai susținut ca limba rusă să fie limba co-oficială a Republicii Moldova, alături de moldovenească. Din 1998 a fost membru în conducerea Partidului Socialist din Moldova.
A inițiat crearea Departamentului pentru Relații Naționale, precum și eliminarea examenului de competență lingvistică obligatoriu.
Șornikov a participat la redactarea amendamentelor constituționale din 1994 și a unor proiecte de lege, inclusiv „Despre cetățenie”, „Conceptul politicii educaționale”, „Despre educație”, „Despre drepturile minorităților naționale”.
Între 2001-2003 a fost șeful Direcției de Informare și Monitorizare din cadrul Departamentului pentru Relații Interetnice, încercând să îmbunătățească situația populației rusofone.

## Contribuții științifice
Interesele sale științifice acoperă:
- Istoria celui de-al Doilea Război Mondial în Moldova și Ucraina.
- Mișcarea partizană sovietică.
- Holocaustul
- Formarea și dezvoltarea identității moldovenești.
- Istoria rușilor, găgăuzilor și rutenilor din Moldova.

Șornikov consideră că mișcarea de independență a Moldovei de URSS a fost de fapt o lovitură de stat a naționaliștilor români. A fost parte a grupului de istorici care au combătut disciplina „Istoria românilor”, susținând înlocuirea acesteia cu Istoria Moldovei. A sprijinit publicarea lucrărilor de referință ale unor istorici precum Vladislav Grosul sau Artiom Lazarev.
A publicat în 1994 cartea Prețul războiului, în care susține că regimul Ion Antonescu a comis genocid nu doar împotriva evreilor și romilor, ci și a moldovenilor.
A inițiat în 1994 lucrarea colectivă Istoria Republicii Moldova din cele mai vechi timpuri până în prezent.
Atât activitatea social-politică a lui Șornikov, cât și cea științifică, au o perspectivă moldovenistă, pro-rusă și antiromânească. Șornicov consideră că Unirea Basarabiei cu România a fost de fapt o ocupație ilegală, iar anexarea sovietică a acestia a fost justă și benefică. El mai susține că România a inițiat un „război hibrid” cu Rusia încă de la sfârșitul secolului al XIX-lea, pe tema Basarabiei.
Șornikov a fost decorat în 2013 cu Ordinul Prieteniei de către președintele rus Vladimir Putin.

## Familie
S-a căsătorit în 1977 cu Galina Grigorievna Șornikova, profesor de programare. Are trei copii: cel mai mare, Igor Șornikov (n. 1978), fiind istoric și oficial al regimului separatist de la Tiraspol.